# Hélio Melo
Hélio de Sousa Melo (Fortaleza, 19 de dezembro de 1921 — Fortaleza, 28 de novembro de 2001) foi um escritor, professor, filólogo, jornalista, biógrafo, hagiólogo e ensaísta literário brasileiro.

## Dados biográficos
Era filho de Pedro Soares de Mello e Maria da Conceição Sousa Melo.
Hélio Melo fez todos os cursos, do primário ao superior, na cidade de Fortaleza, e dela nunca se afastou, mesmo quando recebeu convites ao longo de sua vida, para trabalhar em outros centros culturais do Brasil.
Dedicando-se ao estudo do vernáculo, sua maior paixão, excetuada a família, o professor Hélio Melo manteve, por algum tempo, uma coluna dominical no matutino Gazeta de Notícias, onde deu eficiente contribuição à língua portuguesa. Depois, durante onze anos exerceu o jornalismo gramatical, com colaborações semanais ao jornal O Povo, elucidando e exemplificando os mais variados problemas de linguagem e, ainda, aos jornais Diário do Nordeste e Tribuna do Ceará. Para além disso, foi redator do matutino O Estado e, esporadicamente, no Unitário e Correio do Ceará. Por último, num espaço de sete anos, colaborou no jornal A Verdade, de Baturité, o mais antigo do Ceará, com uma seção em que focalizou cerca de cento e cinqüenta pontífices, dando-nos uma visão da vida e obra deles, bem como, do papel que representaram para a história da humanidade.
O escritor Hélio Melo passou a cultivar a literatura de ficção, graças à imaginação vivaz e às faculdades de criação de que era dotado, escreveu vários contos, a maior parte deles reunidos no livro Contos e Apólogos, publicado em quatro edições.

## A Academia Cearense da Língua Portuguesa
Espírito idealizador, por sua iniciativa, agregou um grupo de estudiosos do Vernáculo, e fundou, no dia 28 de outubro de 1977, a Academia Cearense da Língua Portuguesa, instalada solenemente no Centro de Convenções do Ceará, no dia 1º de dezembro do mesmo ano, da qual foi seu primeiro presidente. A Academia congrega as mais eminentes expressões da Filologia e da Lingüística do Ceará e desenvolve um trabalho cultural apreciável em defesa do idioma pátrio, a promoção de cursos e conferências para jornalistas, advogados, estudantes que desejam aprimorar seus conhecimentos lingüísticos; publica, mensalmente, o Boletim Informativo, com artigos doutrinários de seus membros e mantém a Revista, que circula no Brasil e no exterior. O Prof. Hélio Melo pertenceu a várias instituições culturais cearenses e brasileiras, dentre estas, a Academia Brasileira da Língua Portuguesa, na qual foi membro efetivo. Em março de 2007 foi instituída pela Academia Cearense da Língua Portuguesa outorga da Medalha Hélio Melo para agraciar personalidades de destaque no estudo da língua portuguesa.

## Obras
- Acentuação Gráfica, 1957.
- Como Dividir as Palavras, 1957.
- Elucidações sobre o Hífen, 1960.
- Caminhos do Vernáculo, 1961.
- Tudo sobre Pontuação, 1961.
- Português para o Povo, 1966.
- Estudos Ortográficos, 1972.
- Noções Básicas de Análise Sintática, 1972.
- Vocabulário de Hipocorísticos, 1977.
- Heráclito Graça, Grandeza e Simplicidade, 1977.
- Martins de Aguiar, Apóstolo do Vernáculo, 1977.
- Elogio Acadêmico de Eduardo Gomes de Matos, 1978.
- Joel Linhares, Mestre do Idioma, 1983.
- Carlos Câmara, Símbolo do Teatro Cearense, 1990.
- Os Numerais e suas Particularidades, 1990.
- Cruz Filho, Luminar da Poesia Cearense, 1991.
- Vozes de Animais, 1991.
- Frei Marcelino de Milão, Mensageiro do Ideal Franciscano, 1992.
- Femininos e Plurais dos Nomes Terminados em ÃO, 1994.
- Os Dez Mandamentos da Língua Portuguesa, 1995.
- Pronúncias Erudita e Vulgar, 1995.
- D. Francisco de Aquino Correia, Pastor, Poeta, Orador, Humanista e Homem Público, 1996.
- Plural dos Compostos, 1997.
- Contos e Apólogos, 1ª edição, 1994; 2ª edição, 1996; 3ª edição, 1999.

## Mandamentos da língua portuguesa
Alguns dos mandamentos escritos por Hélio Melo em seu livro Os Dez Mandamentos da Língua Portuguesa são:
- Amarás a tua língua como à tua pátria;
- Honrarás inflexivelmente as lições hauridas de teus mestres e dos bons autores;
- Não te descuidarás das regências nominal e verbal, e lembra-te de que o verbo é a essência da frase;
- Não descurarás a boa leitura, que é de extrema relevância para a tua formação e sem a qual não redigirás com correção, clareza, elegância e concisão.

## Organismos culturais a que pertenceu
- Sócio Efetivo do Instituto Histórico, Geográfico e Antropológico do Ceará - Instituto do Ceará (cadeira nº 14, tendo substituído o filólogo Martins de Aguiar).
- Membro Efetivo da Academia Brasileira da Língua Portuguesa (cadeira nº 16, que tem o jurista e filólogo Heráclito Graça como patrono).
- Membro Fundador e Efetivo da Academia Cearense da Língua Portuguesa (cadeira nº 11, cujo patrono é o professor e gramático Eduardo Gomes de Matos).
- Sócio Correspondente do Instituto Histórico e Geográfico de Sergipe.
- Sócio Correspondente da Academia Sobralense de Estudos e Letras.
- Sócio Correspondente do Instituto Cultural do Vale Caririense.
- Sócio Correspondente do Instituto Histórico e Geográfico do Espírito Santo.
- Sócio Correspondente da Academia Espírito-santense de Letras.
- Sócio Correspondente da Academia Pan-Americana de Letras e Artes do Rio de Janeiro.
- Membro Correspondente da Academia Cearense de Ciências, Letras e Artes do Rio de Janeiro.
- Sócio Honorário do Centro Acadêmico Clóvis Beviláqua, da Faculdade de Direito da Universidade Federal do Ceará.
- Sócio Efetivo da Associação Cearense de Imprensa.